# Asgard (Marvel)
Asgard is een fictieve wereld in het Marvel Comics-universum. Het is de thuiswereld van onder anderen Thor, Hela, Loki, Odin en Valkyrie. Asgard werd vernietigd tijdens Thor's Ragnarok.
Asgard is gebaseerd op het Noorse mythologische Asgaard. Asgard werd eerst verbeeld in Journey into Mystery #83 (oktober 1962) en werd ontworpen door Stan Lee, Larry Lieber en Jack Kirby. Het fictieve land kwam ook voor in het Marvel Cinematic Universe onder andere in de films Thor (2011), Thor: The Dark World (2013) en Thor: Ragnarok (2017). Nadat Asgard door Surtur wordt vernietigd wordt de nieuwe toevluchtoord van de Asgardians de stad Tønsberg in Noorwegen. Deze stad wordt omgedoopt naar "New Asgard", waar Valkyrie over geregeerd. New Asgard verschijnt in Avengers: Endgame (2019) (als Rocket Raccoon en Bruce Banner, Thor om hulp vragen) en in Thor: Love and Thunder (2022) (als Gorr the God Butcher de kinderen van de Asgardians ontvoerd om zo Thor in de val te lokken).